# Bát Mọt
Bát Mọt là một xã thuộc huyện Thường Xuân, tỉnh Thanh Hóa, Việt Nam.
Xã Bát Mọt có diện tích 207,55 km², dân số năm 1999 là 2873 người, mật độ dân số đạt 14 người/km².